# 1705 Tapio
1705 Tapio је астероид главног астероидног појаса са пречником од приближно 10,68 km.
Афел астероида је на удаљености од 2,864 астрономских јединица (АЈ) од Сунца, а перихел на 1,733 АЈ.
Ексцентрицитет орбите износи 0,245, инклинација (нагиб) орбите у односу на раван еклиптике 7,704 степени, а орбитални период износи 1273,454 дана (3,486 године).
Апсолутна магнитуда астероида је 12,80 а геометријски албедо 0,117.
Астероид је откривен . 1924. године.